# Фаталиева, Севиндж Габиб кызы
Севиндж Габиб кызы Фаталиева (азерб. Sevinc Həbib qızı Fətəliyeva; род. 17 августа 1979, Баку) — азербайджанский политический и государственный деятель. Заведующая отделом международных связей партии «Новый Азербайджан».
Депутат Национального собрания Азербайджана IV, V, VII созывов.

## Биография
Севиндж Фаталиева родилась 17 августа 1979 года в Баку в семье заместителя председателя Бакинского городского исполкома Габиба Фаталиева. C 1986 по 1996 год училась в средней школе  №160 города Баку.
В 2000 году окончила Азербайджанский государственный институт языков.  В 2002 году получила степень магистра.

### Депутат Национального собрания
7 ноября 2010 года избрана депутатом Национального собрания Азербайджана. Она стала самым молодым депутатом в истории Национального собрания Азербайджана.
1 ноября 2015 года переизбрана депутатом Национального собрания Азербайджана. Председатель межпарламентской группы Азербайджан—Дания (2016). Заместитель председателя комитета Милли Меджлиса по международным отношениям и межпарламентским связям. Член азербайджанской делегации в Парламентской ассамблее Совета Европы (ПАСЕ). Председатель подкомитета ПАСЕ по вопросам социума, здравоохранения и развития.
В 2024 году на парламентских выборах в Азербайджане, которые состоялись 1 сентября, одержала победу в I Сураханском избирательном округе №30. Официально стала депутатом Милли Меджлиса Азербайджана седьмого созыва, первое заседание которого состоялось 23 сентября 2024 года.

## Награды
- Медаль «100-летие органов дипломатической службы Азербайджанской Республики».
- Медаль «За укрепление парламентского сотрудничества» (16 апреля 2015 года, Межпарламентская ассамблея СНГ) — за особый вклад в развитие парламентаризма, укрепление демократии, обеспечение прав и свобод граждан в государствах — участниках Содружества Независимых Государств[5].
- Почётная грамота Совета МПА СНГ (17 апреля 2014 года, Межпарламентская ассамблея СНГ) — за активное участие в деятельности Межпарламентской Ассамблеи и её органов, вклад в укрепление дружбы между народами государств — участников Содружества Независимых Государств[6].